# Variaș
Variaș (Hongaars: Varjás) is een gemeente in het Roemeense district Timiș en ligt in de regio Banaat in het westen van Roemenië. De gemeente telt 6048 inwoners (2005).

## Geografie
De oppervlakte van Variaș bedraagt 111,67 km², de bevolkingsdichtheid is 54 inwoners per km².
De gemeente bestaat uit de volgende dorpen: Gelu, Sânpetru Mic, Variaș.

## Demografie
Van de 6118 inwoners in 2002 zijn 4113 Roemenen, 577 Hongaren, 52 Duitsers, 270 Roma's en 1100 (vooral Serviërs, maar ook veel Oekraïners) van andere etnische groepen.
Onderstaande figuur toont het verloop van het inwoneraantal vanaf 1880.

## Politiek
De burgemeester van Variaș is Vasile Horj (PD).

## Geschiedenis
In 1332 werd Variaș officieel erkend.
De historische Hongaarse en Duitse namen zijn respectievelijk Várjás en Warjasch. Tot het einde van de Tweede Wereldoorlog was Warjasch vooral een Duitstalige gemeente, de bevolking bestond grotendeels uit Donauschwaben. Na de oorlog vluchten de Duitsers weg en worden de overgebleven Duitsers afgevoerd naar werkkampen.
Balinț · Banloc · Bara · Bârna · Beba Veche · Becicherecu Mic · Belinț · Bethausen · Biled · Birda · Bogda · Boldur · Brestovăț · Cărpiniș · Cenad · Cenei · Checea · Chevereșu Mare · Comloșu Mare · Coșteiu · Criciova · Curtea · Darova · Denta · Dudeștii Noi · Dudeștii Vechi · Dumbrava · Dumbrăvița · Fibiș · Fârdea · Foeni · Gavojdia · Ghilad · Ghiroda · Ghizela · Giarmata · Giera · Giroc · Giulvăz · Gottlob · Iecea Mare · Jamu Mare · Jebel · Lenauheim · Liebling · Lovrin · Margina · Mașloc · Mănăștiur · Moravița · Moșnița Nouă · Nădrag · Nițchidorf · Ohaba Lungă · Orțișoara · Parța · Pădureni · Peciu Nou · Periam · Pietroasa · Pișchia · Racovița · Remetea Mare · Sacoșu Turcesc · Saravale · Satchinez · Săcălaz · Secaș · Sânandrei · Sânmihaiu Român · Sânpetru Mare · Șag · Şandra · Știuca · Teremia Mare · Tomești · Tomnatic · Topolovățu Mare · Tormac · Traian Vuia · Uivar · Valcani · Variaș · Victor Vlad Delamarina · Voiteg